# Agricultura intensiva
Agricultura intensiva (em oposição à agricultura extensiva) é um tipo de agricultura, tanto de plantas quanto de animais, com níveis mais altos de entrada e saída por unidade de área agrícola. Caracteriza-se por uma baixa taxa de pousio, maior uso de insumos, como capital e trabalho, e maiores rendimentos de culturas por unidade de área de terra.
A maior parte da agricultura comercial é intensiva de uma ou mais maneiras. As formas que dependem fortemente de métodos industriais são frequentemente chamadas de agricultura industrial, caracterizada por inovações destinadas a aumentar o rendimento. As técnicas incluem plantar várias culturas por ano, reduzir a frequência de anos de pousio e melhorar as cultivares. Também envolve o aumento do uso de fertilizantes, reguladores de crescimento de plantas, pesticidas, antibióticos para pecuária e agricultura mecanizada, controlados por uma análise mais detalhada das condições de cultivo, incluindo clima, solo, água, ervas daninhas e pragas. As fazendas intensivas são difundidas em nações desenvolvidas e cada vez mais prevalentes em todo o mundo. A maior parte da carne, laticínios, ovos, frutas e vegetais disponíveis nos supermercados são produzidos por essas fazendas.[carece de fontes?]
Algumas fazendas intensivas podem usar métodos sustentáveis, embora isso normalmente exija maiores insumos de mão de obra ou rendimentos mais baixos. O aumento sustentável da produtividade agrícola, especialmente em pequenas propriedades, é uma maneira importante de diminuir a quantidade de terra necessária para a agricultura e retardar a degradação ambiental por meio de processos como o desmatamento. Como a agricultura tem impactos tão grandes nas mudanças climáticas, o Project Drawdown descreveu a "Intensificação Sustentável para Pequenos Agricultores" um método importante para a mitigação das mudanças climáticas.
A pecuária intensiva envolve um grande número de animais criados em terras limitadas, por exemplo, por pastagem rotativa, ou no mundo ocidental, às vezes, como operações concentradas de alimentação animal. Esses métodos aumentam os rendimentos de alimentos e fibras por acre em comparação com a pecuária extensiva.